# Мучжа (станция метро)
«Мучжа» (англ. Muzha; кит. 木柵) — станция линии Вэньху Тайбэйского метрополитена, открытая 28 марта 1996. Располагается между станциями «Община Ваньфан» и «Тайбэйский зоопарк». Находится на территории района Вэньшань в Тайбэе.

## Техническая характеристика
Станция «Мучжа» — эстакадная с двумя боковыми платформами. На станции есть один выход, оснащённый эскалаторами и лифтом для пожилых людей и инвалидов. На станции установлены платформенные раздвижные двери.

## Близлежащие достопримечательности
От станции можно добраться на автобусе до старой улицы Шенькэн, которая известна своим одноимённым магазином, предлагающим разнообразные виды тофу.